# 요세프 수크 (작곡가)

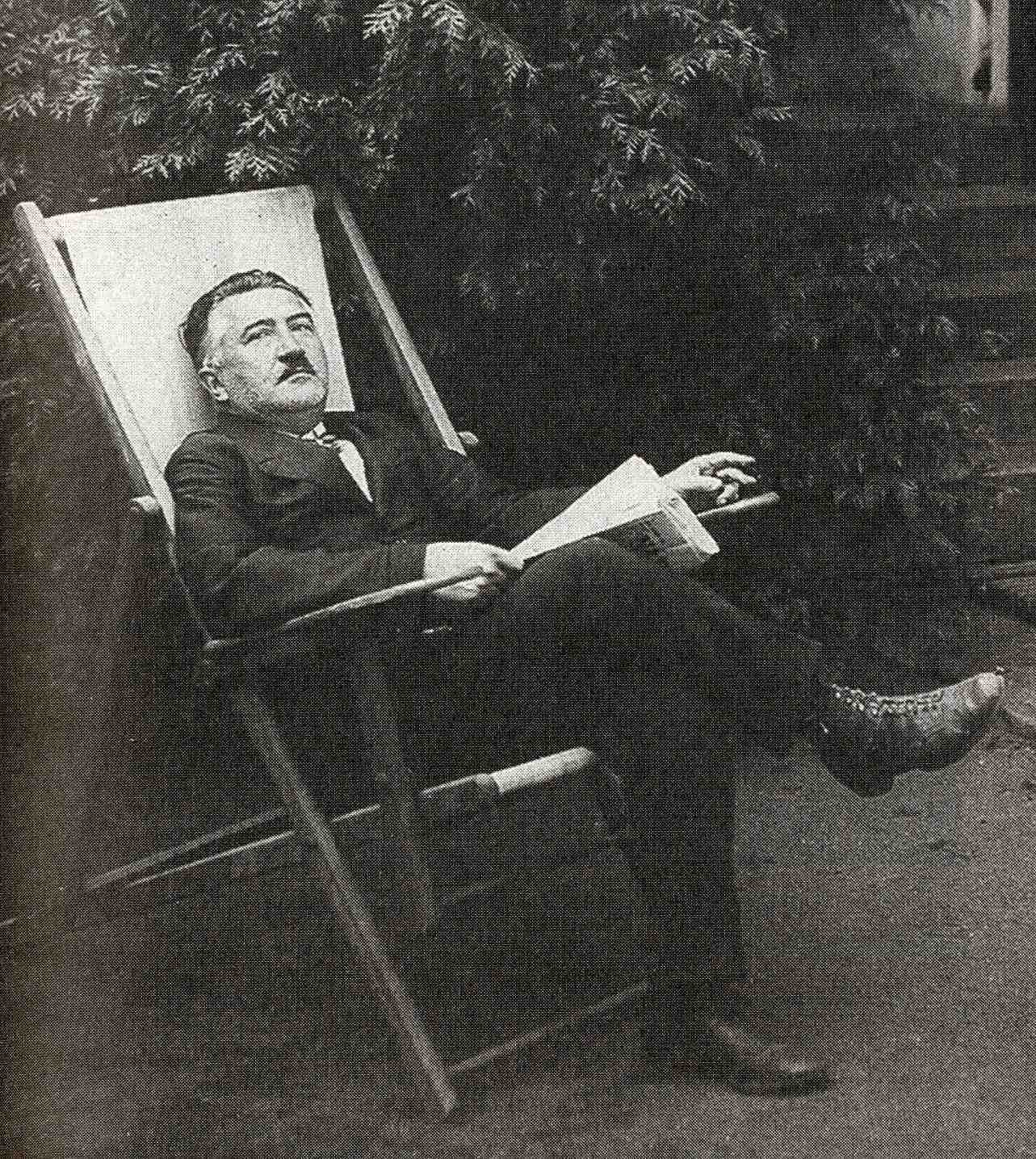
요세프 수크

요세프 수크(체코어: Josef Suk, 1874년 1월 4일 ~ 1935년 5월 29일)는 체코의 작곡가이자 바이올린 연주자이다.
수크는 크르제초비체(Křečovice)에서 태어났다. 1885년부터 1892년까지 프라하 음악원에서 안토닌 드보르자크의 제자였고, 1898년에 드보르자크의 딸과 결혼했다. 그 후 그의 세 명의 제자와 함께 체코 사중주단을 결성했으며 그는 제2바이올린을 맡았고, 생애 대부분 이 사중주단에서 활동했다. 1922년부터 프라하 음악원에서 가르치기 시작했다. 그의 제자 중에는 마르티누, 피르쿠스니도 있다. 프라하 남동쪽에 있는 도시인 베네쇼프(Benešov)에서 사망했다.
초기에는 드보르자크와 요하네스 브람스의 영향을 받았으나, 점차 자신만의 작품 경향을 확립해 나갔다. 다른 체코 작곡가와는 달리 체코의 민속 음악은 거의 사용하지 않았다. 손자로 같은 이름의 바이올린 연주자인 요세프 수크가 있다.